# ستيف أرنولد (لاعب كرة قدم)
ستيف أرنولد (بالإنجليزية: Steve Arnold)‏ (22 أغسطس 1989 في المملكة المتحدة - ) هو لاعب كرة قدم بريطاني في مركز حراسة المرمى. لعب مع ستيفيناغ بوروه وفوريست غرين ونورويتش سيتي وهايز وييدينغ يونايتد ‏ وEastleigh F.C. ‏ وويكمب وندررز وغرايز أتلاتيك ‏.

## وصلات خارجية
- ستيف أرنولد على موقع قاعدة بيانات كرة القدم.إي يو (الإنجليزية)
- ستيف أرنولد على موقع Soccerbase.com (لاعب) (الإنجليزية)